# Campiglossa ochracea
Campiglossa ochracea este o specie de muște din genul Campiglossa, familia Tephritidae. A fost descrisă pentru prima dată de Friedrich Georg Hendel în anul 1927. Conform Catalogue of Life specia Campiglossa ochracea nu are subspecii cunoscute.